# 攻殻機動隊 STAND ALONE COMPLEX Solid State Society
『攻殻機動隊 STAND ALONE COMPLEX Solid State Society』（こうかくきどうたい スタンドアローンコンプレックス ソリッドステートソサイエティ）は、SF・TVアニメ。スカパーのパーフェクト・チョイスで2006年に放送された。『攻殻機動隊 STAND ALONE COMPLEX』シリーズの続編であり、長編作品となっている。広告媒体等では「攻殻機動隊 S.A.C. SSS」などと略称される場合がある。
本項では2011年、3D劇場版として全国公開された『攻殻機動隊 S.A.C. SOLID STATE SOCIETY 3D』（こうかくきどうたい スタンドアローンコンプレックス ソリッドステートソサイエティ スリーディー）についても記載する。こちらも2006年の通常版と同様に「攻殻機動隊 S.A.C. SSS 3D」などと略称される場合がある。

## 概要
前作の『攻殻機動隊 S.A.C. 2nd GIG』から2年後の西暦2034年が舞台。草薙素子の失踪から2年後、トグサが組織を率い、メンバーも大幅に増員された新生公安9課による超ウィザード級ハッカー『傀儡廻（くぐつまわし）』の追跡を描く約105分の長編作品。総製作費は3億6000万円にも及ぶ大作となっている。制作当初は劇場公開用だったが、諸般の事情により2006年はPPVでの発表となった。
2011年には、3D劇場版として『攻殻機動隊 S.A.C. SOLID STATE SOCIETY 3D』が全国公開された（詳細は#3D劇場版を参照）。

## ストーリー
「個別の11人事件」後、草薙素子が公安9課を去って2年経った西暦2034年。草薙が失踪したことにより組織の変革を余儀なくされた9課は、課員を増員し、「10の力で1つの事件を解決する組織」から「8の力で3つの事件を解決する組織」へと方針を転換。加えてトグサを新設された隊長職に任命し、新体制の下で犯罪の抑止にあたっていた。
バトーはこれに馴染まず、新入隊員の訓練教官を務める傍らで「個人的推論に則った捜査」として単独行動を取っていた。そんな中、「梵字」の刺青を入れた男たちが相次いで不審な自殺を遂げる事件が発生した。自殺した彼らはシアク共和国のカ・ルマ元将軍に忠誠を誓い、マイクロマシンによるテロを画策していた工作員であった。
そこで、公安9課は、カ・ルマの嫡子であるカ・ゲル大佐をこの自殺事件について取り調べようとした。しかし、カ・ゲル大佐は新浜国際空港で、入国管理官を素手で殺害して銃を強奪し、空港職員を人質に取って新浜国際空港に1人で立てこもった。トグサ率いる公安9課はカ・ゲル大佐を追い詰めるも、カ・ゲル大佐は突然「傀儡廻（くぐつまわし）が来る!」と叫び、トグサの目の前で拳銃自殺してしまった。この一部始終を、失踪したはずの草薙素子が新浜国際空港を望む港湾施設から監視していた。
カ・ゲル大佐の空港立てこもり事件から数日後、単独で捜査を行っていたバトーは草薙と再会する。草薙はバトーに「Solid State には近づくな」と謎の警告をする。
その後、公安9課は事件の捜査が進むにつれ、「傀儡廻（くぐつまわし）」という謎のハッカーネームの存在を知る。その「傀儡廻（くぐつまわし）」は高度なハッキング技術を持ち、電脳化された人間の気臆の書き換えや記憶操作も簡単にやってしまう、とのことだった。その犯人の脅威の手口から、バトーは「傀儡廻（くぐつまわし）」の正体が草薙素子ではないか？とひそかに疑った。

## 概要

### 公開方法・媒体
- 2006年9月1日 - パーフェクト・チョイス160（PPV）で放送。
- 2006年10月23日 - 東京国際映画祭（TIFF）animecs TIFF2006の六本木会場で上映。
- 2006年11月24日 - DVD版発売。
- 2008年7月25日 - Blu-ray Disc（BD）版発売（『S.A.C.シリーズ』の総集編などが収録されたセットボックス「攻殻機動隊 S.A.C. TRILOGY BOX」に同梱）。
- 2011年3月26日 - 3D映画版『攻殻機動隊 S.A.C. SOLID STATE SOCIETY 3D』公開。新宿バルト9他全国にて上映。

### 社会情勢と物語の背景
物語は『攻殻機動隊 S.A.C. 2nd GIG』の「個別の11人事件」が解決した後、草薙素子が失踪してから2年後の事件を描いている。現実の日本社会と同じように、作中でも少子高齢化が進んでおり、家族を持たないで老年を迎える人口の増加によって、介護の問題が大きくなっている。その解決のために在宅で医療ネットにアクセスし、全自動介護システムによる介護を国が誰にでも最低限保証し、貧困層・富裕層を問わず機械による介護が一般的になっている。だが、このシステムは老人の寝たきりを助長する結果となり、「体のいい遺産回収システム」と揶揄されている。寝たきりで干乾びるように死んでいく老人を、ワインに使う貴腐葡萄に準えて、「貴腐老人」と呼び、その数は600万を超えている。また、増加する移民、失業率の増加、労働人口の減少、少子化、子供に対するDVを取り上げ、それらを解決すべく犯罪行為に手を染める容疑者が描かれる。

### 漫画・映画との相違
攻殻機動隊のテレビシリーズ、映画版の両方は漫画版のストーリーを軸にしているものが多く、今回も士郎正宗原作の漫画版の様々なエピソードからストーリーができあがっている。結末部分での傀儡廻と草薙のやり取りは、漫画版や映画版での人形遣いとの会話と対になっており、漫画版や映画版とは違う「草薙の決断」の別の形を提供している。
また、『S.A.C.』は「人形遣いがいないパラレルワールド」として出発したが、本作では逆に「『S.A.C.』世界における人形遣い」として傀儡廻が生み出されるという対比も見られる。

## スタッフ
- 原作：士郎正宗
- 企画：石川光久、渡辺繁
- 脚本：神山健治、菅正太郎、櫻井圭記
- 絵コンテ：神山健治、吉原正行
- キャラクターデザイン：後藤隆幸、西尾鉄也
- メカニカルデザイン：寺岡賢司、常木志伸
- 総作画監督：後藤隆幸
- 作画監督：中村悟、関口可奈味
- 美術監督：竹田悠介
- 美術設定：渡部隆
- 色彩設定：片山由美子
- 撮影監督：田中宏待
- 3D監督：遠藤誠
- 編集：植松淳一
- 音楽：菅野よう子
- 音楽監督：若林和弘
- 演出：吉原正行、橘正紀、河野利幸
- 監督：神山健治
- 製作：Production I.G、バンダイビジュアル、電通、BANDAI ENTERTAINMENT、ビクターエンタテインメント、日本テレビ、徳間書店、MANGA ENTERTAINMENT

## 主題歌
オープニングテーマ
「player」
詞：Origa／曲：菅野よう子／唄：Origa with Heartsdales
エンディングテーマ
「date of rebirth」
詞：Origa／曲：菅野よう子／唄：Origa

## 3D劇場版
3D立体視アニメーション化して『攻殻機動隊 S.A.C. SOLID STATE SOCIETY 3D』と改題された劇場版は、Production I.G初の自主配給作品である。キャッチコピーは、「それは、観る人を電脳化する3D。」「その問題を、解決してはならない。」。
タイトルロゴも『攻殻機動隊 S.A.C.（第1シリーズ）』を踏襲するデザインに変更されており、オープニングは完全新作となっている。
観客が電脳化感覚を味わうことを目的に制作されており、電脳インターフェイス描画など飛び出す部分はOVA版（2006年）では見切れているため作り直されている。また、背景美術など当時の技術では実現できなかった色を出すためフルグレーディング処理が全カットに施されている。
東北地方太平洋沖地震の影響が残る中、メイン館の新宿バルト9では公開初回から満席が続き、ミッドナイトショーを除き全回満席という高いシアターアベレージを得ており、2011年3月26日初日動員約2,500人、初日2日間の累計動員は4,580人、興収9,126,000円となり、全国9館の初日2日間の累計は動員11,768人、興収23,352,000円を記録した。
また、ぴあ初日満足度ランキング（ぴあ映画生活調べ）では満足度89.5で第1位と高い評価を得ており、20〜30代を中心に3D作品やアニメの既存概念を打破する未知の3D映像という感想が多かった。
20日間で興行収入1億円を突破したため2011年5月7日からスクリーン数を3倍に拡大して公開することが発表された。

### イベント・企画
- 世界初となる一部3D本編映像のネット配信をYouTubeにて行い、視聴用の立体視3Dメガネは月刊ヤングマガジン（2011年2月9日発売号と3月9日発売号）に同梱された[6][7]。
- 国内最大級の映画館である新宿バルト9全体、館内のカフェに至るまで『攻殻機動隊』仕様とされ、全デジタル対応スクリーンを使った完成披露オールナイト試写会が行われた。参加者は映画専門のクーポン購入サイトで募られたが7000人応募の最多記録となっている[8]。
- 劇場公開に先立ち、『攻殻機動隊 S.A.C.』TVシリーズ全52話が初めて劇場スクリーン公開。WOWOWでも『攻殻機動隊 S.A.C.』TVシリーズ全話と神山健治監督作品つながりで『東のエデン』全話が一挙放送され、バンダイチャンネルでは『GHOST IN THE SHELL / 攻殻機動隊』（押井守監督）、『攻殻機動隊 S.A.C.』各シリーズを約160分にまとめた『攻殻機動隊STAND ALONE COMPLEX The Laughing Man』『攻殻機動隊STAND ALONE COMPLEX Individual Eleven』、『攻殻機動隊 STAND ALONE COMPLEX Solid State Society』（2006年版）が無料配信された。
- 菅野よう子が手掛けた攻殻機動隊 S.A.C.シリーズのサウンドトラック（全5種類）は、一部CD版の入手困難だったが、劇場公開を記念して再版され、全面デジタル配信も行われた。着うたフルでも、テーマ曲『player』含む3曲が配信された。
- 警察庁が「サイバー犯罪撲滅キャンペーン」に本作のポスターを採用。ポスターデザインはそのままにコピーだけ「ネットは広大だわ。しかし逃げることは出来ない。」に差し替えられ、全国の警察関連施設など1万箇所に貼られることとなった[9]。
- 2011年4月29日、大ヒット御礼舞台挨拶が行われ、田中敦子（草薙素子役）、大塚明夫（バトー役）、神山健治監督が登壇。Ustreamを通じて全世界に生中継を実施。全世界の視聴者総合ランキングで8位を記録している[10]。
- 2011年6月11日深夜、観客動員10万人と興行収入2億円突破を記念して、神山健治監督と石井朋彦プロデューサーによる劇場生オーディオコメンタリー上映が行われ、会場の様子と本編2D版を無料配信、Ustreamでは全世界約21万チャンネルで首位、ニコニコ生放送の視聴者数は13万人を突破している[11]。また、東日本大震災によって公開が延期になっていた仙台市での上映が、2011年6月18日より開始されることが発表された[12]。
- 2011年6月20日、MOVIX仙台営業再開記念イベントとして神山健治監督の舞台挨拶付き上映会が行われた。

#### 同時上映作品
『Xi AVANT（クロッシィ・アバン）』
NTTドコモの次世代通信サービス「Xi」が普及した近未来を描く3分30秒の短編3Dアニメーション作品。『攻殻機動隊 S.A.C. SOLID STATE SOCIETY 3D』および『東のエデン』のスタッフにより制作されたが、東日本大震災の影響により2011年4月9日からの公開となった。
『タチコマな日々』（一部劇場のみ）
本作の大ヒットを記念して、完全受注生産での発売となる『タチコマな日々大全集 ぜんぶいり！』（新作3話を追加した全73話、本作のDVD・Blu-ray発売に伴う）用に制作中であった新作の中から、シリーズ最長4分となる1話のみが本編と同じ3D立体視化の上で、2011年4月23日より先行公開された。

#### 劇場版スタッフ
- 監督：神山健治
- 制作：Production I.G
- プロデューサー：石井朋彦
- 配給：Production I.G、ティ・ジョイ

### PPV版との相違点
- 全編3D化
- 全カットフルグレーディング
- オープニング作画変更
- タイトルロゴデザイン変更

### 受賞歴
- 第1回 国際3Dアワード 2011 Lumiere Japan 劇場映画部門賞[15]
- 第12回アニメーション神戸作品賞・パッケージ部門

## 小説版
3D劇場版公開に合わせ神山健治監督自らノベライズ。
- 攻殻機動隊 S.A.C. SOLID STATE SOCIETY （2011年） 講談社 ISBN 4063648540

## リリース
セル（販売版）DVD・Blu-ray（BD）の特典として『ウチコマナ日々』収録。

### 2006年版 DVD
- 攻殻機動隊 STAND ALONE COMPLEX Solid State Society （2006年11月24日、DVD） バンダイビジュアル - ASIN：B000GLKNO6
- EMOTION the Best 攻殻機動隊 STAND ALONE COMPLEX Solid State Society （2009年10月27日、DVD） バンダイビジュアル - ASIN：B002KLKXUY

### 2011年版 DVD・BD
セルソフト化では2D版なども同梱されるため、『攻殻機動隊 S.A.C. SOLID STATE SOCIETY -ANOTHER DIMENSION-』と改題。
- 攻殻機動隊 S.A.C. SOLID STATE SOCIETY -ANOTHER DIMENSION- 電脳化BOX IN 3D＆2D （2011年7月22日、BD-3D・BD） バンダイビジュアル - ASIN：B004V6A518
- 攻殻機動隊 S.A.C. SOLID STATE SOCIETY -ANOTHER DIMENSION- （2011年7月22日、BD） バンダイビジュアル - ASIN：B004V6A4ZU
- 攻殻機動隊 S.A.C. SOLID STATE SOCIETY -ANOTHER DIMENSION- （2011年7月22日、DVD） バンダイビジュアル - ASIN：B004V6A50O

## 本作全体としての受賞歴
- 第12回アニメーション神戸賞作品賞・パッケージ部門受賞作品[16]
- 第11回文化庁メディア芸術祭アニメーション部門審査委員会推薦作品選出[17]

## コラボレーション
日産自動車が2005年ニューヨークショーに出展したコンセプトカー「スポーツコンセプト」と、同年デトロイトショーで披露した「インフィニティ・クラーザ」を劇中に登場させるコラボレーションを展開。
スポーツコンセプトの実車や攻殻機動隊トレーラー映像、グッズなどが日産銀座ギャラリー「攻殻機動隊 S.A.C. meets NISSAN」で一般公開された。